# Luc Jabon
 (juillet 2011).
Si vous disposez d'ouvrages ou d'articles de référence ou si vous connaissez des sites web de qualité traitant du thème abordé ici, merci de compléter l'article en donnant les références utiles à sa vérifiabilité et en les liant à la section « Notes et références ».
Luc Jabon est un réalisateur et scénariste belge, né le 11 décembre 1948 à Uccle.

## Biographie
Luc Jabon écrit régulièrement des fictions pour la télévision belge et française, notamment TF1, France Télévision et RTBF.
Il a participé également à des longs métrages dont le plus célèbre est Le Maître de musique de Gérard Corbiau (1988).
Il enseigne à l'IAD et est actuellement président de la section belge de la SACD.
Il est un des fondateurs et coprésident de l'Académie André Delvaux qui organise les Magritte du cinéma. 

## Filmographie partielle

### Comme scénariste
- 1988 : Le Maître de musique de Gérard Corbiau
- 1993 : Marie de Marian Handwerker

### Comme réalisateur
- 2016 : Les Survivants

### Documentariste
- 2016 : Au-delà des mots, le cinéma de Joachim Lafosse[1], RTBF, 60 min, 2016